# Atimiini
Los atimiínos (Atimiini) son una tribu de coleópteros crisomeloideos de la familia Cerambycidae.

## Géneros y especies
- Género Atimia
  - Atimia confusa (Say, 1826)
  - Atimia gannoni Hovore & Giesbert, 1974
  - Atimia helenae Linsley, 1934
  - Atimia hoppingi Linsley, 1939
  - Atimia huachucae Champlain & Knull, 1922
  - Atimia mexicana Linsley, 1934
  - Atimia vandykei Linsley, 1939
- GéneroParatimia
  - Paratimia conicola Fisher, 1915